# Comuna Malînivka, Litîn
Malînivka (în ucraineană Малинівка) este o comună în raionul Litîn, regiunea Vinnița, Ucraina, formată din satele Balîn, Malînivka (reședința), Petrîk și Vîșenka.

## Demografie
Componența lingvistică a satului Malînivka
     Ucraineană (99,18%)
     Alte limbi (0,82%)
Conform recensământului din 2001, majoritatea populației satului Malînivka era vorbitoare de ucraineană (99,18%), existând în minoritate și vorbitori de alte limbi.